# Melisophista
Melisophista là một chi bướm đêm thuộc họ Sesiidae.

## Các loài
- Melisophista geraropa  Meyrick, 1927